# Jeff Simmons

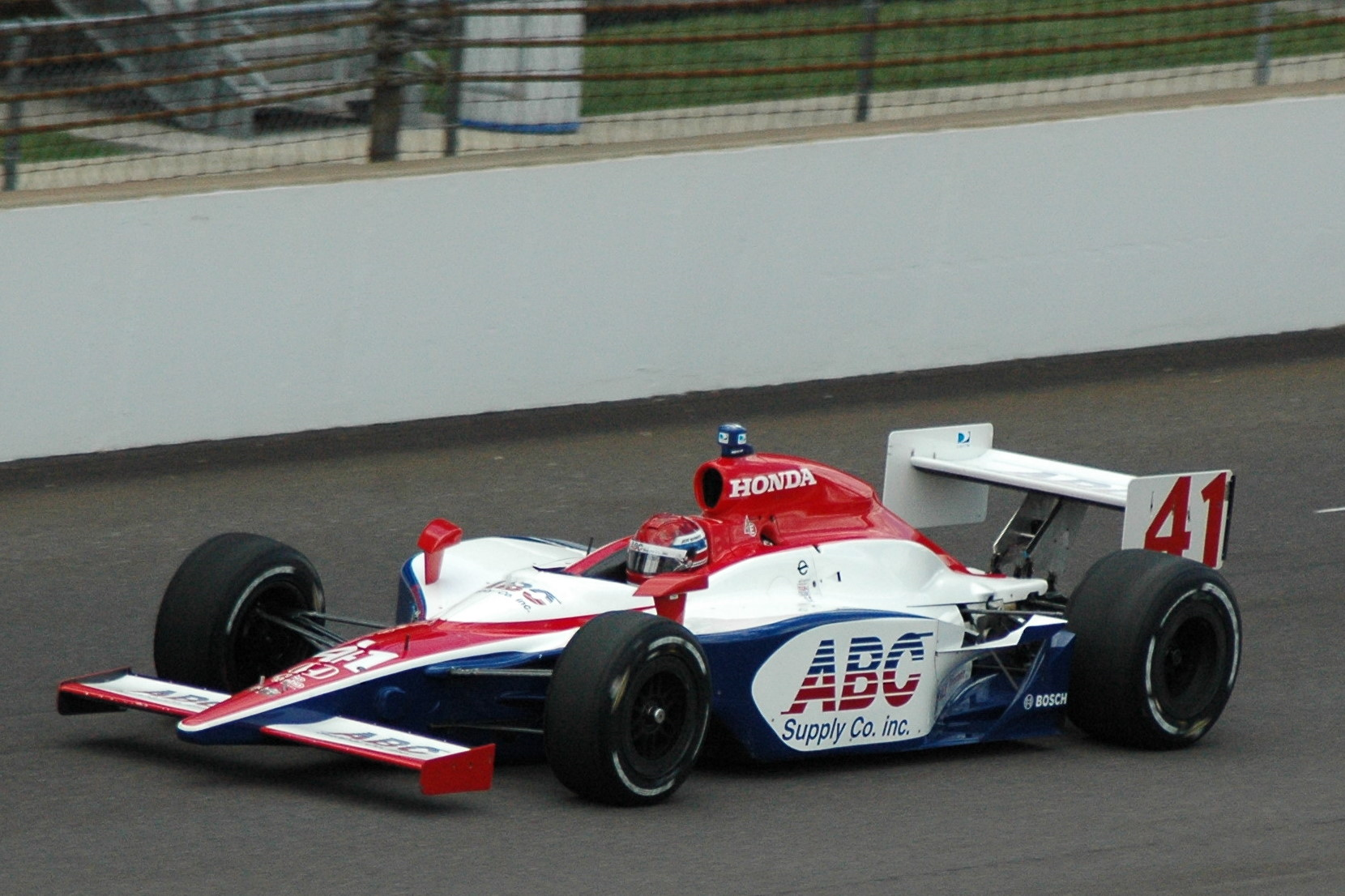
Simmons op Indianapolis in 2008

Jeff Simmons (Hartford (Connecticut), 5 augustus 1976) is een Amerikaans autocoureur. Hij studeerde aan een universiteit in Boston en behaalde in 1998 een diploma voor informatica.

## Carrière
Simmons werd in 2003 vice-kampioen in het Indy Lights kampioenschap nadat hij dat jaar twee races won en twee keer op poleposition stond. In 2004 reed hij de Indianapolis 500 en de IndyCar race op het circuit van Kansas. In 2005 keerde hij terug naar de Indy Lights series. Hij won dat jaar vier races en eindigde net zoals in 2003 op de tweede plaats in de eindstand van het kampioenschap. In 2006 startte hij een nieuw seizoen in de Indy Lights. Hij won de eerste race op de Homestead-Miami Speedway en werd tweede en vierde in de twee races in Saint Petersburg. Dan werd hij gevraagd door het Rahal Letterman Racing team om voor hen te komen racen in de Indy Racing League nadat Paul Dana dodelijk verongelukt was. Simmons eindigde zes keer in de top tien dat jaar, echter nooit een keer in de top vijf. Hij bleef in 2007 bij het Rahal Letterman team. Hij eindigde vijf keer in de top tien, maar ook dit jaar nooit in de top vijf en hij werd na elf races vervangen door Ryan Hunter-Reay. In 2008 keerde hij opnieuw terug naar de Indy Lights. Hij won geen races, eindigde vier keer in de top vijf en werd dertiende in de eindstand van het kampioenschap. Hij reed dat jaar de Indianapolis 500 voor A.J. Foyt Enterprises maar haalde de eindmeet niet. In 2009 stond hij niet aan de start van de Indy Lights series, noch de IndyCar series.